# Karribaum
Der Karribaum (Eucalyptus diversicolor) ist eine Pflanzenart innerhalb der Familie der Myrtengewächse (Myrtaceae). Sie kommt im Südwesten von Western Australia vor und wird dort „Karri“ genannt.

## Beschreibung

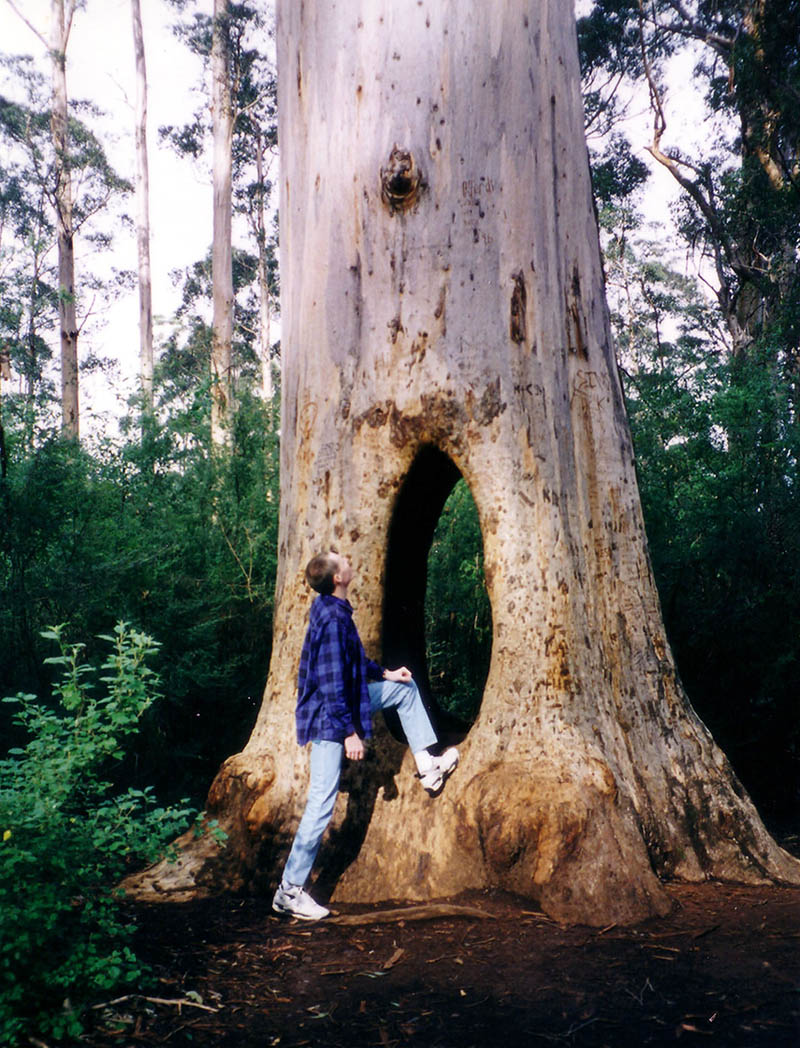
Stamm und Borke

### Erscheinungsbild und Blatt
Eucalyptus diversicolor wächst als immergrüner Baum, der Wuchshöhen von 10 bis 65 Meter, selten bis über 85 Meter, erreicht. Der Stammdurchmesser erreicht bis über 3,5 Meter. Die glatte Borke schält sich in kurzen Bändern oder kleinen vieleckigen Flicken, ist weiß, grau, lachsfarben, orange oder gelb und besitzt Drüsen. Im Mark sind Öldrüsen vorhanden.
Beim Karri-Baum liegt Heterophyllie vor. Die Laubblätter an mittelalten Exemplaren besitzen Blattstiele und die einfache -spreite ist lanzettlich bis elliptisch, sichelförmig, ganzrandig und glänzend grün. Die matt, zweifarbig (also auf Ober- und Unterseite verschieden) grünen Laubblätter an erwachsenen Exemplaren sind relativ dick, breit-lanzettlich, sichelförmig und zur Basis hin sich verjüngend mit spitzem oberen Ende. Die Seitennerven sind erhaben oder kaum erkennbar. Die Keimblätter (Kotyledonen) sind nierenförmig.

### Blütenstand, Blüte und Frucht
Die Blütezeit in Western Australia liegt im Mai, von September bis Dezember oder von Januar bis Februar. Seitenständig auf einem bei einem Durchmesser von bis zu 3 mm im Querschnitt schmal abgeflachten oder kantigen Blütenstandsschaft steht ein einfacher Blütenstand, der sieben Blüten enthält.
Die Blütenknospe ist keulenförmig und nicht blau-grün bemehlt oder bereift. Die zwittrige Blüte ist radiärsymmetrisch mit doppelter Blütenhülle. Die Kelchblätter bilden eine Calyptra, die früh abfällt. Die Calyptra ist konisch, so lang und so breit wie der Blütenbecher. Der Blütenbecher (Hypanthium) ist glatt. Die Blüten sind weiß oder cremefarben.
Die Kapselfrucht ist kugelig oder eiförmig und besitzt einen Stiel. Der Diskus ist eingedrückt. Die Fruchtfächer sind eingeschlossen oder auf der Höhe des Randes.

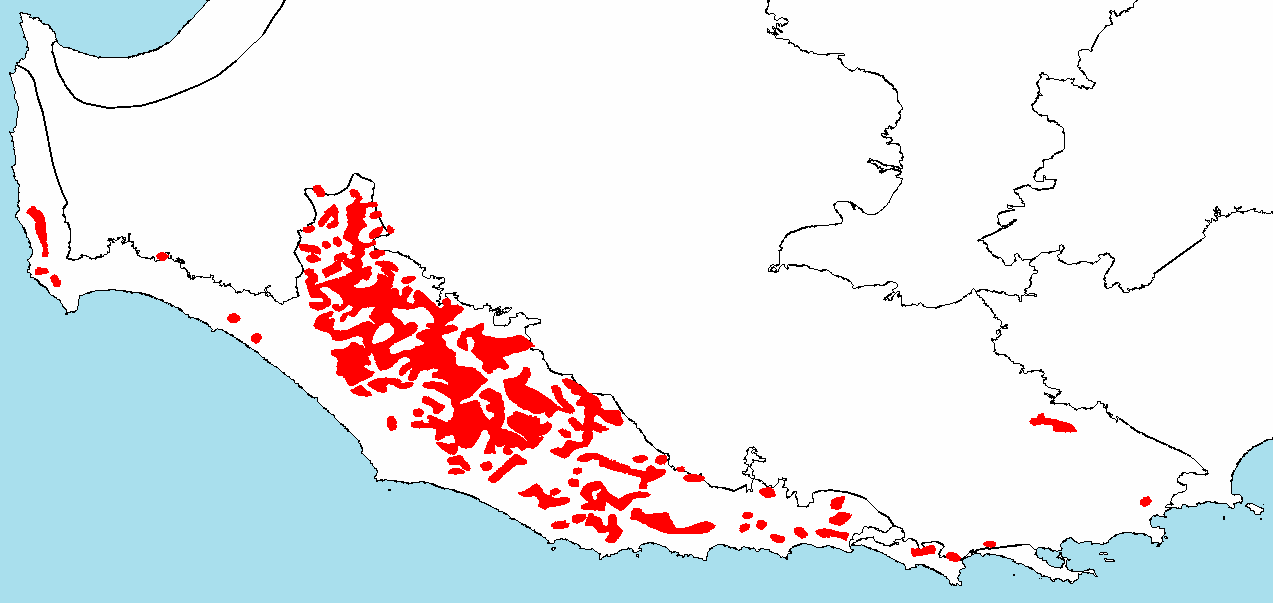
Verbreitungsgebiet im Südwesten Australiens

## Vorkommen
Das natürliche Verbreitungsgebiet des Karribaumes ist ausschließlich der äußerste Südwesten von Western Australia. Dort kommt Eucalyptus diversicolor in den selbstständigen Verwaltungsbezirken Albany, Augusta-Margaret River, Bridgetown-Greenbushes, Busselton, Capel, Cranbrook, Denmark, Manjimup, Nannup und Plantagenet in den Regionen South West und Great Southern vor. Der Karribaum gedeiht auf sandigen Lehmböden an Hängen.

## Taxonomie
Die Erstbeschreibung von Eucalyptus diversicolor erfolgte 1863 durch Ferdinand von Mueller in Fragmenta Phytographiae Australiae, Bd. 3 (22), S. 131. Das Typusmaterial weist die Beschriftung „In Australiae regionibus depressioribus quam maxime austro-occidentalibus, ubi Blue Gum-tree vocatur. A. Oldfield“ auf. Das Artepitheton diversicolor setzt sich aus den lateinischen Wörtern diversus für verschieden und color für Farbe zusammen und verweist auf die unterschiedliche Färbung von Ober- und Unterseite der Laubblätter.

## Bekannte Einzelexemplare
- Diamantbaum, ein bekannter Karribaum bei Manjimup mit einer 52 Meter hohen Aussichtsplattform.
- Gloucester Tree, ein bekannter, 72 Meter hoher Karribaum im Gloucester-Nationalpark mit einer 61 Meter hohen Aussichtsplattform.